# Veigar Páll Gunnarsson
Pour les articles homonymes, voir Gunnarsson.
Veigar Páll Gunnarsson, né le 21 mars 1980, est un joueur de football international islandais. 
Il évolue au poste d'attaquant dans l'équipe islandaise du Stjarnan Garðabær.

## Carrière

### En club
Veigar Páll Gunnarsson fait ses débuts professionnels au club islandais de Stjarnan Garðabær au cours de la saison 1996, dont il joue un seul match en tant que remplaçant. Après quatre saisons dans ce club, l'international espoir est transféré au club norvégien de Strømsgodset IF en 2001, puis il revient en Islande au KR Reykjavík avec lequel il est champion d'Islande à deux reprises. En 2004, il rejoint le club norvégien de Stabæk Fotball dans lequel il s'impose à la pointe de l'attaque. En cinq saisons, il y inscrit 80 buts en 130 matchs.
Le 1er janvier 2009, Gunnarsson est transféré à l'AS Nancy-Lorraine pour 1,2 million d'euros, après plusieurs tentatives rejetées. Il connaît des débuts difficiles avec son nouveau club notamment à cause d'un problème de surpoids et de répétition de blessures. En janvier 2010, après cinq matchs de championnat seulement, il retourne dans son précédent club de Stabæk Fotball. En juillet 2011 il est transféré au Vålerenga Fotball pour un montant suspecté d'avoir été minoré artificiellement.

### Carrière internationale
Veigar Páll Gunnarsson a fait ses débuts internationaux pour l'Islande en janvier 2001 lors d'un match amical perdu 2-1 contre l'Uruguay. Il est appelé régulièrement en sélection entre 2003 et 2010 et termine sa carrière en sélection en 2011. Il compte 34 sélections et 6 buts.

## Statistiques
| Saison        | Club              | Pays | Championnat     | Championnat | Championnat | Coupe nationale | Coupe nationale | Coupe de la Ligue | Coupe de la Ligue | Coupe d'Europe | Coupe d'Europe | Coupe d'Europe |
| Saison        | Club              | Pays | Division        | Matchs      | Buts        | M               | B               | M                 | B                 | Type           | M              | B              |
| ------------- | ----------------- | ---- | --------------- | ----------- | ----------- | --------------- | --------------- | ----------------- | ----------------- | -------------- | -------------- | -------------- |
| 1996-1997     | Stjarnan Garðabær |      | Landsbankadeild | 1           | 0           | ?               | ?               | -                 | -                 | -              | -              | -              |
| 1997-1998     | Stjarnan Garðabær |      | Landsbankadeild | 11          | 0           | ?               | ?               | -                 | -                 | -              | -              | -              |
| 1998-1999     | Stjarnan Garðabær |      | 1. deild        | 14          | 4           | ?               | ?               | -                 | -                 | -              | -              | -              |
| 1999-2000     | Stjarnan Garðabær |      | 1. deild        | 17          | 7           | ?               | ?               | -                 | -                 | -              | -              | -              |
| 2000-2001     | Stjarnan Garðabær |      | Landsbankadeild | 16          | 3           | ?               | ?               | -                 | -                 | -              | -              | -              |
| 2001-2002     | Strømsgodset IF   |      | Tippeligaen     | 15          | 2           | 2               | 1               | -                 | -                 | -              | -              | -              |
| 2002-2003     | KR Reykjavík      |      | Landsbankadeild | 17          | 7           | 2               | 0               | -                 | -                 | -              | -              | -              |
| 2003-2004     | KR Reykjavík      |      | Landsbankadeild | 13          | 7           | 3               | 2               | 6+?               | 1+?               | -              | -              | -              |
| 2004-2005     | Stabæk Fotball    |      | Tippeligaen     | 16          | 2           | 4               | 2               | -                 | -                 | C3             | 2              | 1              |
| 2005-2006     | Stabæk Fotball    |      | Adeccoligaen    | 28          | 13          | 5               | 4               | -                 | -                 | -              | -              | -              |
| 2006-2007     | Stabæk Fotball    |      | Tippeligaen     | 25          | 18          | 3               | 2               | -                 | -                 | -              | -              | -              |
| 2007-2008     | Stabæk Fotball    |      | Tippeligaen     | 25          | 15          | 5               | 4               | -                 | -                 | -              | -              | -              |
| 2008-2008     | Stabæk Fotball    |      | Tippeligaen     | 26          | 12          | 7               | 7               | -                 | -                 | C3             | 2              | 0              |
| Jan 2009-2009 | AS Nancy-Lorraine |      | Ligue 1         | 5           | 0           | -               | -               | -                 | -                 | -              | -              | -              |
| 2009-Jan.2010 | AS Nancy-Lorraine |      | Ligue 1         | -           | -           | 1               | 0               | -                 | -                 | -              | -              | -              |
| Jan.2010-2010 | Stabæk Fotball    |      | Tippeligaen     | 24          | 10          | -               | -               | -                 | -                 | C3             | 2              | 2              |
| 2011          | Stabæk Fotball    |      | Tippeligaen     | 16          | 9           | -               | -               | -                 | -                 | -              | -              | -              |
| 2011          | Vålerenga IF      |      | Tippeligaen     | 13          | 3           | -               | -               | -                 | -                 | -              | -              | -              |
| 2012          | Vålerenga IF      |      | Tippeligaen     | 7           | 0           | 3               | 0               | -                 | -                 | -              | -              | -              |
| 2012          | Stabæk Fotball    |      | Tippeligaen     | 10          | 2           | -               | -               | -                 | -                 | -              | -              | -              |

## Palmarès
- Championnat d'Islande de football 2002
- Championnat d'Islande de football 2003
- Championnat de Norvège de football 2008

## Récompenses individuelles
- Joueur du mois de juillet 2006